# IEEE 802.1Q
IEEE 802.1Q або VLAN Tagging — мережевий стандарт, запропонований робочою групою IEEE 802.1, для сумісного використання фізичної мережі Ethernet багатьма логічними (віртуальними) мережами.
IEEE 802.1Q визначає віртуальну мережу (virtual LAN або VLAN) відповідно до моделі комутації пакетів на рівні MAC та протоколу IEEE 802.1D (spanning tree protocol). Протокол забезпечує обмін даними між об'єктами мережі, підключеними до різних VLAN'ів, крізь комутатори мережевого рівня (Network Layer/Layer 3) або маршрутизатори. Shortest Path Bridging (IEEE 802.1aq) включається в IEEE 802.1Q-2014

## Приклад використання
Компанія бажає забезпечити розділення даних та певний рівень безпеки трафіку між різними відділами. Для цього створюються окремі логічні мережі, по одній для кожного відділу. Для того, щоб використати існуючу фізичну мережу та не будувати додаткові кабельні з'єднання адміністратор призначує унікальний VLAN кожному відділу. Граничні комутатори (Edge switch) корпоративної мережі налаштовані так, щоб додавати відповідний VLAN tag до всіх пакетів даних, що приходять від обладнання певного відділу. Після того як пакети передаються всередині відповідних VLAN'ів крізь загальну корпоративну мережу, VLAN tag знімається і пакет потрапляє до іншого комп'ютера того самого відділу.

## Формат кадру

Додавання 802.1Q Tag в кадр Ethernet-II

Насправді 802.1Q не енкапсулює в собі початковий кадр. Замість цього всередину Ethernet II frames додається 32-бітне поле між MAC'ом передаючої сторони й полями типу та розміру кадру (EtherType/Length) оригінального кадру. Два байти використовуються як ідентифікатор протоколу тегування (tag protocol identifier — TPID), інші два байти — управляюча інформація (tag control information — TCI). Поле TCI містить в собі поля PCP, CFI та VID.
| 16 біт | 3 біта | 1 біт | 12 біт |
| ------ | ------ | ----- | ------ |
| TPID   | PCP    | CFI   | VID    |

- Ідентифікатор протоколу тегування (Tag Protocol Identifier, TPID): 16-бітне поле, що містить значення 0x8100, є ідентифікатором IEEE 802.1Q кадру з встановленим tag'ом. Це поле розміщено в тій самій позиції Ethernet-кадру, що і EtherType/Size в звичайному кадрі і використовується для розрізнення кадрів з додатковим тегом (tagged), і звичайних (untagged) кадрів.

- Код пріорітету (Priority Code Point, PCP): 3-бітне поле, що інтерпретується згідно зі стандартом IEEE 802.1p. Вказує пріоритет кадру. Допустимі значення від 0 (у разі можливості) до 7 (найвищий); 1 — найнижчий пріоритет. Ці значення застосовуються для пріоритезації трафіку (передача голосу, відео, даних, та ін.).

- Ідентифікатор канонічного формату (Canonical Format Indicator, CFI): a 1-бітне поле. Якщо це поле встановлено в 1, MAC-адреса передається не в канонічному форматі. Значення 0 свідчить про те, що MAC-адреса передається відповідно до канонічного формату. Завжди встановлений в 0 для комутаторів Ethernet. CFI використовується для забезпечення сумісності між мережами Ethernet та Token Ring. Якщо кадр з CFI встановленим в 1 потрапляє в порт Ethernet, він не має потрапити в порт без тегування.

- Ідентифікатор VLAN (VLAN Identifier, VID): 12-бітний ідентифікатор VLAN'у, до якого належить кадр. Значення 0 вказує на те, що кадр не належить до жодного VLAN; у цьому разі тег 802.1Q вказує тільки пріоритет. Значення 0xFFF зарезервовано. Решта значень можуть використовуватись як ідентифікатори VLAN'ів. Всього їх може бути до 4094. Зазвичай на комутаторах VLAN 1 є зарезервованим. Також у багатьох комутаторів VLAN 1 — це так званий Default VLAN (або Native VLAN), що за замовчуванням використовується для нетегованих кадрів. Ще у деяких комутаторів зарезервованим є VLAN 4094.